# Charles Peccatte (peintre)
Pour les articles homonymes, voir Charles Peccatte.
Charles Peccatte est un artiste peintre né à Baccarat (Meurthe) le 21 février 1870 et mort à Saint-Dié le 3 mars 1962.
Son œuvre consiste principalement en une série de paysages peints à l’huile — au pinceau ou au couteau —, guère influencés par les grands courants de son temps, tels que le fauvisme, le cubisme ou le surréalisme. Sans doute peut-on le rattacher au postimpressionnisme.

## Enfance et adolescence
Cet artiste est né le 21 février 1870 (et non pas le 10 février)[réf. nécessaire]. Il est issu d’une vieille famille vosgienne comptant plusieurs hommes de loi, mais son propre père est commerçant à Baccarat. Il passe son enfance entre sa ville natale et Saint-Dié, où sa famille possède une maison. C’est là qu’il poursuit sa scolarité au Beau Jardin et au collège, avant de fréquenter l’Institution du Bon Père Fourier à Lunéville, puis de préparer le baccalauréat à la Malgrange (Jarville), (Meurthe-et-Moselle).

## Une carrière précoce
Dès l'âge de 17 ans, il expose un Bord de Meurthe au premier salon de Saint-Dié et affirme sa vocation d'artiste en refusant d'entreprendre les études de droit auxquelles sa famille le destinait. L'année suivante, en 1888, ce sont trois toiles qu’il présente au Salon de Nancy.
Devenue veuve, sa mère s'installe à Paris et il fréquente alors le Louvre et entre à l'Académie Colarossi en 1890. Il continue à peindre en province, à Billancourt, à Chaville, en Bretagne ou en Vendée. Admirant tout particulièrement Sisley, Pissarro, Cross et Seurat, il puise volontiers son inspiration dans leurs œuvres, et c’est sans doute ainsi qu’en  1895 il peint à Crozant, Un matin dans la Creuse. 
Quant à Matin dans les Vosges, l'œuvre figurait dans le Livre d'or de la Lorraine remis à l'amiral Avellan lors des manifestations célébrant l'amitié franco-russe en 1893. 
Deux œuvres (Côtes de Vendée et Les v'la qu'arrivote) sont acceptées au Salon de la Société nationale des beaux-arts en 1899.
Mais sa notoriété s'affirme surtout à partir de 1901, comme au Salon des artistes décorateurs, au Salon d'automne, créé par l’architecte et amateur d'art belge Frantz Jourdain, ainsi qu'à Nancy. Collectionneurs publics et privés manifestent de l'intérêt, et ses œuvres voyagent dans le monde pour des expositions à Londres, Montréal, Turin ou Rome.  
À partir de 1906 il est séduit par les destinations ensoleillées, telles que l'Italie, la Provence ou la Côte d’Azur, où il effectuera de nombreux séjours. En 1910, on le nomme secrétaire du jury de peinture du Salon d'automne à Paris. 
Cependant, Peccatte reste toujours très lié avec les artistes de l'École de Nancy et, à partir de 1930, il concentre la plupart de ses activités dans les Vosges.

## La vie publique dans les Vosges
À Saint-Dié, l’artiste peintre s’engage également dans la vie publique et il est élu au Conseil municipal. Il œuvre au sein de la société savante locale, la Société philomatique vosgienne, devient membre de son comité en 1907, son vice-président de 1924 à 1949, puis président d’honneur en 1959. 
Il y défend les beaux-arts qui n'y ont pas encore vraiment gagné leur place et rêve aussi d'un musée municipal dans les murs de l'ancien évêché. De fait, après les lois de séparation de l’Église et de l’État, c’est un collège de jeunes filles qui s’installe en 1909 dans l’ancien palais de l’évêque. Peccatte devra attendre 1925 pour qu’un musée soit aménagé au deuxième étage de l’hôtel de ville, occupé jusque-là par l’ancienne bibliothèque municipale. 
Selon Georges Baumont Peccatte l’installe avec goût et ingéniosité.
Quelques-uns de ses propres tableaux y trouvent leur place, ainsi que beaucoup d’autres pièces de valeur, telles que la suite des tableaux de Claude Bassot consacrés à la vie de saint Dié ou des eaux-fortes de Jacques Callot. Tout cela sera anéanti en 1944.
Très impliqué dans le développement de l’action culturelle à Saint-Dié, Charles Peccatte devient le conservateur de ce musée en 1910 et le restera jusqu’à sa mort en 1962. En 1934 il a le plaisir d'y accueillir un président de la République lui-même lorrain, Albert Lebrun, en visite officielle, et en 1939 l’archevêque de Québec, le cardinal Villeneuve.
Marié depuis 1906 avec Jeanne Lenoir, miniaturiste de talent, il est lui-même l’auteur d’une étude du peintre miniaturiste déodatien Jacques Augustin

## «Saint-Dié, marraine de l’Amérique»
Charles Peccatte est aussi  à l’origine de la grande exposition « Saint-Dié marraine de l’Amérique », qui commémore en 1911, sous la présidence d’Albert Lebrun, le quatrième centenaire de la mort de l’humaniste Mathias Ringmann, membre du Gymnase vosgien. En marge des concerts, feux d’artifice et réceptions qui marquent l’événement, Peccatte organise une importante exposition à l’hôtel de ville, pour laquelle il réunit près de trois cents documents.
Lorsque les troupes américaines viennent prendre position dans la région en 1917, il crée un comité Saint-Dié-Amérique, dont le général Pershing, Robert Bacon, l'ambassadeur des États-Unis à Paris et Albert Lebrun font partie.

## Le désastre
En 1944 les troupes allemandes dynamitent Saint-Dié, et la plupart des œuvres  de Charles Peccatte sont détruites dans l’incendie qui ravage la ville, et notamment le musée et sa propre demeure, où la plupart de ses tableaux étaient conservés.
Il se remet pourtant courageusement au travail et tente de reconstituer de mémoire les œuvres disparues, mais dans un style désormais assez différent, peut-être plus proche de Seurat qu'il admirait beaucoup. Opiniâtre, il n’a pas non plus renoncé à son projet de musée dans ce qu’il reste de l’ancien évêché, mais la reconstruction de la ville presque entièrement détruite constitue la priorité des édiles. 
Le musée dont il rêvait ne verra le jour que plusieurs années après sa mort, aujourd'hui devenu le Musée Pierre-Noël.
À Baccarat, sa ville natale, une rue porte désormais son nom.

## Quelques œuvres
- Bord de Meurthe, 1887
- Côtes de Vendée, 1888
- Les v’la qu’arrivote, 1888

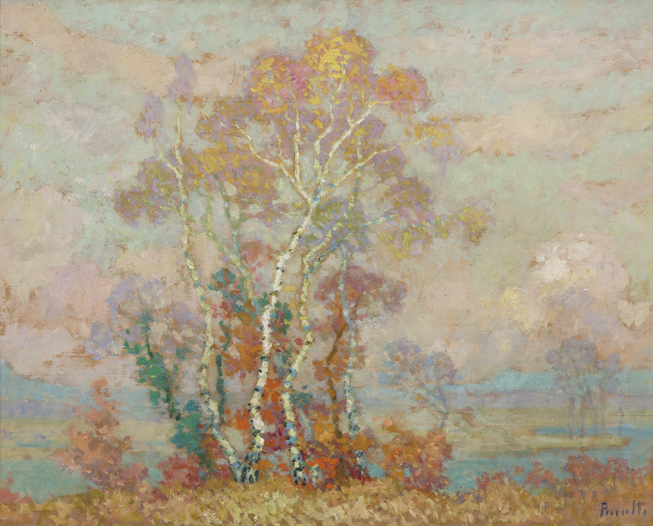
Les Bouleaux, Charles Peccatte, 1902.

- L’Ormont, huile sur toile, 1890 (Musée Pierre-Noël de Saint-Dié-des-Vosges)
- Matin dans les Vosges, 1893
- Un matin dans la Creuse, 1895
- L'Automne, dit aussi Paysage aux bouleaux, vers 1903 (Musée des beaux-arts de Nancy)
- Avril, XIX, (Musée Ingres, à Montauban)
- Les bûcherons, huile sur toile, années 1920  (Musée Pierre-Noël de Saint-Dié-des-Vosges)
- Le bateau orangé St Tropez, 1929, huile
- Port de ST Tropez, 1930, huile
- Ruines à Saint-Dié, huile vendue récemment (date ?)
- Église en ruines, huile vendue récemment (date ?)
- Ancienne Tuilerie de Robache, huile sur bois (date ?), (Musée départemental d'art ancien et contemporain, à Épinal)
- Les Bouleaux, huile sur bois (date ?), (Musée départemental d'art ancien et contemporain, à Épinal ; http://webmuseo.vosges.fr/ws/webmuseo/app/collection/record/172)